# Rocca Pia
Pour les articles homonymes, voir Rocca Pia (Tivoli).
Rocca Pia est une commune de la province de L'Aquila, dans la région Abruzzes, en Italie.

## Géographie

### Communes limitrophes
Les communes attenantes à Rocca Pia sont : Pescocostanzo, Pettorano sul Gizio, Rivisondoli et Scanno.

## Administration
| Période                                  | Période      | Identité        | Étiquette     | Qualité |
| ---------------------------------------- | ------------ | --------------- | ------------- | ------- |
| 14 juin 2004                             | 28 mars 2010 | Silvino Tabacco | Liste civique |         |
| 29 mars 2010                             | En cours     | Mauro Leone     | Liste civique |         |
| Les données manquantes sont à compléter. |              |                 |               |         |